# Gust van Brussel
Pour les articles homonymes, voir Brussel (homonymie).
Œuvres principales
- De Ring
- De Abortus
- Achnaton

Gust van Brussel, né à Anvers le 12 septembre 1924 et mort à, Anvers le 20 mai 2015, est un écrivain belge d'expression néerlandaise. Il est l'auteur de romans de science-fiction (De Ring), de contes, de poésies (Achnaton, Gedichten uit Amarna) et d'ouvrages pour la jeunesse. Son roman le plus connu est De Abortus. 